# Джебдзун-Дамба-хутухта
Данная статья посвящена линии Джебдзун-Дамба-хутухт. Информацию о Богдо-гэгэнах можно найти в статье Богдо-гэгэн.
Джебдзу́н-Да́мба-хуту́хта, также Джецу́н Да́мпа (монг. Жавзандамба хутагт — прибл. «Святой Почтеннейший Господин» или «Высочайший Святой»; тиб. རྗེ་བཙུན་དམ་པ་, Вайли rje btsun dam pa ) — линия перерождений (реинкарнаций) и соответствующий титул в тибетском буддизме, восходящая, согласно традиционным тибетским источникам, к одному из ближайших учеников Будды Шакьямуни, его двоюродному брату — Ананде. Всего к ней относятся 23 или 24 человека, в том числе индийский йогин-махасиддха Кришначарья (IX—X вв.), ученик реформатора Цонкапы Джамьян-чойдже Таши Палден (1379—1449, в 1416 основал монастырь Дрепунг), джонангпинский мастер Кунга Дролчог (пер. пол. XVI в.), а также крупный тибетский буддийский учёный Таранатха (1575—1634).
Последними девятью Джебдзун-Дамба-хутухтами, начиная с Дзанабадзара, являются главы монгольской буддийской сангхи — Богдо-гэгэны (Халха-Джебдзун-Дамба-хутухты). Собственно, в связи с этим в названии данной линии тулку присутствует монгольское слово «хутухта» (применявшееся в Халхе к особо почитаемым ламам), а само оно употребляется преимущественно в монголизированной форме.